# Makkari (cómic)
Susan Smith alias Makkari, anteriormente conocido como el Huracán y Mercurio, es un personaje ficticio que aparece en los cómics americanos publicados por Marvel Comics. El personaje es representado como un miembro de los Eternos, una raza de superhumanos en el Universo Marvel. Fue creado por el escritor y artista Jack Kirby en la serie de cómics 1976–78 The Eternals, donde se escribió el nombre Makarri. También fue miembro de Primera Línea y Cazadores de Monstruos.
En 2019, se anunció que Lauren Ridloff interpretaría a Susan Smith alias Makkari en Marvel Cinematic Universe, debutando en The Eternals (2021). En una versión femenina.

## Historial de publicación
Originalmente, Makkari era un personaje de Eternos de Jack Kirby. Mark Gruenwald volvió a presentar a Makkari como un personaje secundario de larga duración en la serie Quasar.
Makkari era un hombre blanco, de hecho se le confundió con el dios olímpico Hermes. Estuvo presente durante la Guerra de Troya (siglo XIII a. C.), donde fue confundido con Hermes. Más tarde estudió con Platón. En el Imperio Romano, a menudo se le confundía con el dios Mercurio. Más tarde, estuvo presente durante el incendio de Roma por parte de Nerón, donde ayudó a Sersi (con quien tuvo una relación intermitente). Más tarde sirvió como auriga del rey Persa Darío en el siglo VI d. C. Estuvo presente durante el reinado de Vlad el Empalador. Makkari fue testigo de la Batalla del Álamo en 1836.
El Huracán reaparece como miembro de los Cazadores de Monstruos en Marvel Universe # 4 (septiembre de 1998), en una historia ambientada en la década de 1950. Al final de esta historia de tres números, resulta que los monstruos que están cazando son en realidad Deviants y se revela que Huracán es Makkari.
La continuidad de Marvel Comics se reconfiguró posteriormente, de modo que el personaje presentado como el dios mitológico Mercurio, presentado como protagonista de Marvel en Red Raven Comics # 1 (agosto de 1940), fue, de hecho, Makkari. Mercurio solo se vio en esa historia, en la que trabajó para frustrar las maquinaciones de Plutón.
Makkari aparece como uno de los personajes principales de la serie limitada Evelals de Marvel, escrita por Neil Gaiman y a lápiz por el artista John Romita, Jr.

## Biografía del personaje ficticio
Makkari es hijo de Verona y Mara, nacida en Olimpia, capital de los Eternos de la Tierra. Es miembro del Gremio de Tecnólogos Eternos y está capacitado para diseñar y construir vehículos de alta velocidad. Makkari se ha involucrado en los asuntos de la Tierra más a menudo que la mayoría de los Eternos. Bajo el nombre de Tot, enseñó a escribir a los egipcios. Fue enseñado filosofía por Platón. Rescató a Sersi del Fuego de Nerón. Pasó algún tiempo como cochero de Darío I de Persia. Presenció la guerra de Troya, el reinado de Vlad el Empalador y el Álamo.
En la década de 1940 trabajó en la Tierra, según lo solicitado por Zuras, bajo los alias "Huracán" y "Mercurio" (un ejemplo de retcon, estos personajes de la Edad de Oro no se suponía que estuvieran relacionados), y luchó contra el Señor de la Guerra Kro y los mutados Deviants al mismo tiempo, los Cazadores de Monstruos, un equipo que formó usando su identidad como Agente de Seguridad Nacional Jake Curtiss. Más tarde, le enseñó a Elvis Presley algunos trucos de guitarra.
Después de la disolución de los Cazadores de Monstruos, Makie fue convencida por Hada para unirse a la Primera Línea como "Mercurio Mayor". Él y la Primera Línea lucharon contra la invasión original de la Tierra por parte de Skrull y, junto con Yeti y Hada, fue uno de los pocos miembros de Primera Línea que sobrevivió al conflicto.
Makkari acompañó a Thena a la ciudad de Nueva York para ayudar a rescatar a Sersi y repeler la invasión de Deviant. Estaba con los Eternos que se presentaron a los estudiantes en el City College durante el Cuarto Anfitrión de los Celestiales. Luego regresó a Olimpia con Ikaris y Margo Damián, donde se encontró con Sprite. También participó en el ritual Uni-Mind. Junto a Ikaris y Sersi, luchó contra el Robot Hulk. Makkari luego luchó contra Ikaris, quien estaba bajo la influencia mental de Dromedan.
Makkari más tarde luchó contra Hermes del Olímpo. Luchó contra Maelstrom junto a los Vengadores. Makkari eligió permanecer mientras la mayoría de los Eternos abandonaron la Tierra. Makkari acompañó a Ikaris en su misión de reunir a los Eternos para librar la guerra contra los Deviants. Makkari entonces se encontró con el Señor Ghaur. Makkari acompañó a los otros Eternos a Lemuria para luchar contra los Deviants. Makkari luchó contra Ghaur junto a los Eternos, Thor y los Vengadores de la Costa Oeste, y participó en la derrota de Ghaur. Algún tiempo después, junto a los Eternos, Makkari luchó contra el Super-Skrull, y se encontró con el Silver Surfer.
Makkari fue rescatado más tarde por Quasar cuando comenzó a correr rampante, literalmente. Reveló que había cambiado sus otras habilidades eternas por una mayor velocidad y resistencia. Se hizo amigo de Quasar cuando reclutó a Quasar para que fuera a Lemuria para ayudarlo a salvar al Maestro Elo, quien estaba enseñando a Makkari cómo canalizar su energía cósmica a más velocidad. Luego acompañó a Quasar al mundo del laboratorio del Extraño. Allí, se encontró con el Star-Dancer, y luchó contra Trikon y Whizzer. Makkari más tarde trabajó en la oficina de Quasar bajo el alias "Mike Khary". Participó en un maratón a la Luna patrocinado por el Corredor, uno de los Ancianos del Universo, y casi ganó; superó a Quicksilver, Capitana Marvel, Whizzer, Speed Demon, Black Racer y Super Saber, solo para perder la carrera en los últimos momentos por un ser amnésico que abarca dimensiones. Makkari se convirtió en el compañero de cuarto de Quasar. Fue asesinado cuando Maelstrom detuvo su corazón, pero volvió a la vida, como parte de un acuerdo alcanzado entre la Eternidad, Muerte, Infinito y Olvido. Maelstrom más tarde intentó tomar más poder al drenar la energía cinética de Makkari, pero Maelstrom finalmente fue derrotado por los otros Eternos. Sin embargo, pronto descubrió que se había vuelto tan rápido que ya no podía moverse en sincronía con el resto del universo.
En la serie limitada Eternals de 2006, los Eternals son víctimas de la manipulación de la memoria y la realidad por parte de Sprite y, por lo tanto, han olvidado sus verdaderas identidades. Makkari se cree que es un estudiante de medicina llamado Mark Curry, y es el primer Eterno que se muestra en la serie. Se encuentra con Icarus, y provoca su captura por los Deviants. Por los números 2 y 3, finalmente comienza a experimentar sus poderes de súper velocidad, y lo usa para detener a los terroristas que atacan a un grupo. Sin embargo, después de contarle lo que ha sucedido, Sprite engaña a Curry para que abra un pasaje al Celestial inactivo que está debajo de San Francisco y, al hacerlo, lo incapacita. Durante este tiempo el Soñador Celestial y Makkari comenzó a hablar en sus sueños, primero en la forma de Sersi, y le dijo que eso lo había hecho personalmente. Al final de la serie, se ha convertido en el profeta del Sueño Celestial.
Más tarde, cuando la Hueste Final de los Celestiales llegó a la Tierra, Makkari junto con todos los Eternos se suicidaron después de darse cuenta del verdadero propósito para el que fueron creados.

## Poderes y habilidades
Makkari es un miembro de la raza de superhumanos conocida como Eternos. Posee fuerza, velocidad y reflejos sobrehumanos. Puede crear ciclones corriendo en círculos, y puede subir paredes y atravesar el agua. El cuerpo de Makkari eventualmente acumula venenos de fatiga y es susceptible a lesiones.
Aunque en la mayoría de sus apariciones, Makkari tiene los poderes típicos de un Eterno, su obsesión por la velocidad, comenzando en la serie de Quasar, hace que concentre la mayor parte de la Energía Cósmica de su cuerpo para mejorar su velocidad de carrera. Como resultado, perdió su capacidad de volar y muchos de sus otros poderes se han debilitado en el proceso. Makkari no posee ninguno de los poderes psiónicos del Eterno promedio (levitación, proyección de la fuerza ocular y reordenamiento molecular), habiendo readaptado a propósito todos sus enclaves celulares especializados a la velocidad y los atributos relacionados con la carrera. En la actualidad, puede correr a una velocidad cercana a la de la luz durante períodos prolongados, pero su fuerza física (aunque todavía es mucho mayor que la humana) se ha reducido a la mitad, y al parecer no puede proyectar energía o manipular la materia.
Makkari a veces usa un casco protector, aunque realmente no lo necesita. Lleva tejido elástico sintético, especialmente tratado para resistir los rigores del movimiento a alta velocidad.
Makkari tiene una gran aptitud mecánica y la capacidad de pilotar la mayoría de los vehículos terrestres y aéreos. Él tiene experiencia moderada en el combate mano a mano; Su estilo de lucha incorpora su velocidad sobrehumana. Él ha terminado el estándar de educación superior eterna, y se sometió a tutorías especiales en las aplicaciones de la velocidad.

## En otros medios

### Televisión
- Makkari aparece en Marvel Knights: Eternals, con la voz de Sebastian Spence.[31]

### Película
- Lauren Ridloff interpretará a Makkari en la película de acción en vivo The Eternals, haciendo que el personaje sea femenino y sordo.[32] Se muestra que Makkari ha vivido en su nave, el Domo, durante años y se da a entender que está en una relación con Druig. Makkari se reunió con el equipo para detener a Tiamut y evitar la destrucción del planeta Tierra. Makkari y el equipo se enfrentaron a Ikaris y Sprite para detener a Tiamut. Makkari se fusiono con los demás para formar la Uni-Mente y vencer a Tiamut. Makkari, Druig y Thena viajaron en el Domo para buscar a más Eternos para decirles la verdad, pero al descubrir que Sersi, Phastos, y Kingo fueron capturados por Arishem, el trío se alió con Eros y Pip Gofern para salvarlos.

## Citas
1. ↑  Marvel Universe #4 (Septiembre 1998)
2. ↑  Marvel Universe #7 (Diciembre 1998)
3. ↑  Benton, Mike (1992). Superhero Comics of the Golden Age: The Illustrated History. Dallas: Taylor Publishing Company. p. 179. ISBN 0-87833-808-X. Consultado el 8 de abril de 2020.
4. ↑  Nevins, Jess (2013). Encyclopedia of Golden Age Superheroes. High Rock Press. p. 179. ISBN 978-1-61318-023-5.
5. 1 2 3 4 5 6  Marvel Mystery Handbook 70th Anniversary Special #1
6. 1 2  Quasar #28
7. ↑  Mitchell, Kurt; Thomas, Roy (2019). American Comic Book Chronicles: 1940-1944. TwoMorrows Publishing. p. 66. ISBN 978-1605490892.
8. ↑  Between Marvel: The Lost Generation #4 and #5
9. ↑  Marvel: The Lost Generation #12
10. ↑  Eternals Vol. 1 #5-6
11. ↑  Eternals Vol. 1 #9
12. ↑  Eternals Vol. 1 #11-13
13. ↑  Eternals Vol. 1 #14-15
14. ↑  Eternals Vol. 1 #16
15. ↑  Thor #291
16. ↑  Avengers #247-248
17. ↑  Eternals Vol. 2 #3-4
18. ↑  Eternals Vol. 2 #7
19. ↑  Eternals Vol. 2 #10
20. ↑  Eternals Vol. 2 #12
21. ↑  Silver Surfer Annual #1
22. ↑  Quasar #11
23. ↑  Quasar #12
24. 1 2  Quasar #17
25. ↑  Quasar #19
26. ↑  Quasar #21
27. ↑  Quasar #25
28. ↑  Quasar #58
29. ↑  Eternals Vol.3 #1-7. (2006) Marvel Comics.
30. ↑  Avengers (vol. 8) #4
31. ↑  «Voice Of  Mark Curry - Eternals». Behind The Voice Actors. Consultado el 22 de julio de 2019. Check mark indicates role has been confirmed using screenshots of closing credits and other reliable sources
32. ↑  D'Alessandro, Anthony; Ramos, Dino-Ray (21 de julio de 2019). «‘The Eternals’ Details Unveiled At Marvel’s Comic-Con Panel, Angelina Jolie Surprises Hall H; Pic To Open November 2020». Deadline. Archivado desde el original el 22 de julio de 2019.